# Tiffany memorandum
Tiffany memorandum è un film del 1967 diretto da Sergio Grieco.

## Produzione
Ambientato a Berlino, le scene in interni sono state girate a Cinecittà.

## Curiosità
Nei titoli di testa il nome del regista è Terence Hathaway, pseudonimo utilizzato da Sergio Grieco in numerosi altri film da lui diretti.